# Aleksy Romanow (1690–1718)
Aleksy Piotrowicz Romanow, ros. Алексей Петрович; (ur. 18 lutego?/28 lutego 1690 w Moskwie, zm. 26 czerwca?/7 lipca 1718 w Sankt Petersburgu) – carewicz, pierworodny syn cara Piotra I Wielkiego i Eudoksji Łopuchiny, ojciec cesarza Rosji Piotra II Romanowa.

## Życiorys
Aleksy Piotrowicz był jedynym powodem zainteresowania jego ojca matką. Miał osiem lat, gdy Eudoksja popadła w niełaskę cara i została usunięta z pałacu, a następnie osadzona w klasztorze. Mały carewicz wychowywany był przez siostrę cara – Natalię. Różnił się bardzo od swojego ojca i chociaż otrzymał staranne wykształcenie, władał kilkoma językami, nie dorównywał carowi i nie spełniał jego oczekiwań. Duży wpływ miał na carewicza jeden z jego wychowawców z lat młodzieńczych, protopop soboru Wierchospaskiego w Moskwie, Jakub Ignatiew. To za jego namową Aleksy spotkał się potajemnie z matką, czym sprowadził na siebie gniew ojca.
W 1709 wyjechał za granicę, dla zaznajomienia się ze sztuką budowy fortyfikacji, ugruntowania nauki języków i obycia w świecie. 14 października?/25 października 1711 w Torgau poślubił księżniczkę Szarlotę Krystynę Brunszwik-Wolfenbüttel; to zaplanowane przez ojca małżeństwo nie było jednak udane. Wkrótce po ślubie, na polecenie cara, Aleksy Piotrowicz wrócił do zajęć natury wojskowej, przygotowywał aprowizację dla armii mającej zająć Pomorze, potem brał udział w kampanii fińskiej.
Aleksy Piotrowicz nie cenił żony (w przeciwieństwie do swojego ojca i macochy) i utrzymywał związek ze swoją faworytą Eufrozyną. Małżonkowie widywali się rzadko, ale pomimo tego doczekali się dwojga dzieci: Natalii Aleksiejewny (1714–1728) i Piotra Aleksiejewicza (1715–1730), który zasiadał później na tronie Rosji jako Piotr II.
Wkrótce po urodzeniu drugiego dziecka Szarlota Krystyna zmarła. W tym samym czasie carowi urodził się syn, kolejny pretendent do korony. W tej sytuacji Aleksy postanowił dobrowolnie zrzec się prawa do tronu. Swoją decyzję przekazał ojcu listownie w 1715. Car postawił synowi ultimatum: albo zostanie godnym następcą tronu, albo mnichem. Carewicz wybrał stan duchowny, jednak zanim została spełniona groźba osadzenia go w klasztorze, nadarzyła się okazja do wyjazdu z kraju. W 1716 car przebywający w Kopenhadze wezwał syna do siebie w nadziei, że ten zmienił zdanie i już nie myśli o stanie duchownym. Pod pretekstem wyjazdu do ojca Aleksy uciekł do Austrii w nadziei, że szwagier, cesarz Karol VI udzieli mu schronienia. Mimo że Karol nie chciał się mieszać w wewnętrzne konflikty Romanowów udzielił mu pewnego wsparcia. Dla bezpieczeństwa umieszczono go w twierdzy Ehrenberg w Tyrolu, a następnie przewieziono do zamku Sant’Elmo w Neapolu. Cesarz Karol szczerze współczuł Aleksemu, i podejrzewał Piotra o mordercze plany względem syna. Niepokoje takie wyraził w tajnym liście do króla Wielkiej Brytanii Jerzego I, z którym się komunikował w tej delikatnej sprawie. Car Piotr postanowił jednak za wszelką cenę sprowadzić syna do Rosji. To zadanie powierzył Piotrowi Tołstojowi i jego agentom z „Tajnej Komisji” (rodzaj służby bezpieczeństwa i policji politycznej, powstały z wcześniejszej tego typu formacji o nazwie „Biuro Preobrażeńskie”). Szczegóły akcji i porwania nie są znane dokładnie, ale ostatecznie Aleksy pojawił się w Moskwie pod koniec stycznia 1718 roku. Piotr już wcześniej postanowił wydobyć od syna informacje na temat rzekomego spisku. Carewicz został postawiony przed specjalnie utworzoną Tajną Kancelarię Spraw Śledczych. 18 lutego 1718 podczas tortur zostały wymuszone na nim zeznania. Większość osób, które się z nim przyjaźniły została poddana okrutnym mękom. Nabijano je na pal lub łamano ich kołem. W trakcie tego terroru nawet matka Aleksego, która przebywała od lat w klasztorze, została z niego porwana i publicznie sądzona za cudzołóstwo. Ostatecznie pozbawiony prawa następstwa tronu, oddany pod sąd, torturowany, został skazany na śmierć.
Zmarł w twierdzy Pietropawłowskiej 26 czerwca 1718. Bezpośrednia przyczyna śmierci pozostaje jednak nieznana, mogło nią być zarówno zamęczenie na torturach, jak i otrucie czy uduszenie. Według jednej z wersji, 19 czerwca słaby i zmaltretowany carewicz otrzymał dwadzieścia pięć batów knutem, następnie 24 czerwca piętnaście dalszych, co dwa dni później spowodowało jego śmierć.
Był odznaczony Orderem Orła Białego. W 1997 r. nakręcono film pt. Carewicz Aleksiej (Царевич Алексей) w reż. Witalija Mielnikowa osnuty na dziejach konfliktu Aleksego ze swoim ojcem.